# Brasão do Pará
O Brasão do Pará ou Escudo de Armas do Estado do Pará é o emblema heráldico e um dos símbolos oficias do estado brasileiro do Pará.

## História
Foi criado em 9 de novembro de 1903, pela lei estadual de nº 912, que estipulou a criação de um Brasão (ou Escudo) de Armas para o Estado. Os seus autores são: José Castro Figueiredo (arquiteto) e  Henrique Santa Rosa (Historiador e Geógrafo).

## Herádica e simbolismo
- O mote: Sub lege progrediamur, latim para "Sob a lei progridamos".
- A estrela solitária: faz menção ao Pará como unidade da República Federativa do Brasil – à época da proclamação da República, única unidade federativa cuja capital situava-se acima da linha do Equador, fato esse representado na bandeira nacional por Espiga, figurada acima da linha do azimute.
- As cores: vermelho faz menção à República e ao sangue derramado dos paraenses nas diversas lutas em defesa pela soberania da pátria.
- A banda: branco faz menção à linha imaginária do Equador, que corta o estado ao Norte.
- Os ramos: de cacaueiro e seringueira, fazem menção às principais produções agrícolas à época.
- A águia: guianense faz menção à altivez, nobreza e realeza do povo do Estado.

## Versão Anterior
Em 1901 era usado como brasão do Estado, o da cidade de Belém (1626), com os seguintes elementos extras, até a oficialização do Brasão atual em 1903:
- Timbre: Armas nacionais
- Suportes: Bandeira do Pará (destra), Bandeira do Brasil (sinistra).